# شب قهرمانان دبلیودبلیوئی
شب قهرمانان دبلیودبلیوئی یک رویداد کشتی حرفه ای در پی پر ویو و شبکه دبلیو دبلیو ای است که توسط کمپانی دبلیو دبلیو ای ساخته می‌ شود. شب قهرمانان اولین بار در ۲۴ ژوئن ۲۰۰۷ برگزار شد که در این سال یک کراس اوور با ونگینس بود. در سال ۲۰۰۸، رویداد ونجنس به نفع شب قهرمانان کنار گذاشته شد و جایگاه رویداد ژوئن کمپانی را گرفت. شب قهرمانان در سال ۲۰۰۹ به ژوئیه و در سال ۲۰۱۰ به سپتامبر منتقل شد. در سال ۲۰۱۶، شب قهرمانان در با رویداد نبرد قهرمانان دبلیودبلیوئی جایگزین شد. در سال ۲۰۲۳ شب قهرمانان دوباره به فهرست رویداد های غیر رایگان دبلیودبلیوئی بازگشت.

## عنوان‌های مورد رقابت این رویداد
| عناوین                                    | زمان      | توضیحات                                  |
| ----------------------------------------- | --------- | ---------------------------------------- |
| کمربند وزن کروزر دبلیو دبلیو ای           | ۲۰۰۷      | این کمربند مخصوص شو اسمکدان بوده‌است.     |
| کمربند تگ تیم                             | ۲۰۰۷–۲۰۰۸ | این کمربند مخصوص شو راو بوده‌است.         |
| کمربند ای سی دبلیو                        | ۲۰۰۷–۲۰۰۹ | این کمربند مخصوص شو ای سی دبلیو بوده‌است. |
| کمربند زنان دبلیو دبلیو ای                | ۲۰۰۷–۲۰۱۰ |                                          |
| کمربند سنگین‌وزن جهان                      | ۲۰۰۷–۲۰۱۳ |                                          |
| کمربند دیواز دبلیو دبلیو ای               | ۲۰۰۹–۲۰۱۵ |                                          |
| کمربند سنگین‌وزن جهان دبلیو دبلیو ای       | ۲۰۰۷–۲۰۱۵ |                                          |
| کمربند تگ تیم دبلیو دبلیو ای              | ۲۰۰۷–۲۰۱۵ |                                          |
| کمربند اینترکانتیننتال دبلیو دبلیو ای     | ۲۰۰۷–۲۰۱۵ |                                          |
| کمربند ایالات متحده آمریکا دبلیو دبلیو ای | ۲۰۰۷–۲۰۱۵ |                                          |

## رویدادهای برگزار شده
| ونگینس: شب قهرمانان                                    | ۲۴ ژوئن ۲۰۰۷    | هیوستون          | تویوتا سنتر          | جان سینا (ق) مقابل میک فولی مقابل بابی لشلی مقابل کینگ بوکر مقابل رندی اورتون در رقابت فایو پک چلنج برای کمربند دبلیو دبلیو ای    |
| شب قهرمانان (۲۰۰۸)                                     | ۲۹ ژوئن ۲۰۰۸    | دالاس            | امریکن ایرلاینز سنتر | تریپل اچ (c) مقابل جان سینا برای کمربند دبلیو دبلیو ای                                                                            |
| شب قهرمانان (۲۰۰۹)                                     | ۲۶ ژوئیه ۲۰۰۹   | فیلادلفیا        | ولز فارگو سنتر       | سی ام پانک (c) مقابل جف هاردی برای کمربند سنگین‌وزن جهان                                                                           |
| شب قهرمانان (۲۰۱۰)                                     | ۱۹ سپتامبر ۲۰۱۰ | روزمونت، ایلینوی | الستیت آرنا          | شیمس مقابل وید برت مقابل کریس جریکو مقابل ادج مقابل رندی اورتون مقابل جان سینا در رقابت المنیشن ۶ نفره برای کمربند دبلیو دبلیو ای |
| شب قهرمانان (۲۰۱۱)                                     | ۱۸ سپتامبر ۲۰۱۱ | بوفالو، نیویورک  | فرست نیاگارا سنتر    | تریپل اچ مقابل سی ام پانک در رقابتی نو دیسکوالیفیکیشن                                                                             |
| شب قهرمانان (۲۰۱۲)                                     | ۱۶ سپتامبر ۲۰۱۲ | بوستون           | تی‌دی گاردن           | سی ام پانک (c) مقابل جان سینا برای کمربند دبلیو دبلیو ای                                                                          |
| شب قهرمانان (۲۰۱۳)                                     | ۱۵ سپتامبر ۲۰۱۳ | دیترویت          | جو لویس آرنا         | رندی اورتون (c) مقابل دنیل برایان برای کمربند سنگین‌وزن جهان                                                                       |
| شب قهرمانان (۲۰۱۴)                                     | ۲۱ سپتامبر ۲۰۱۴ | نشویل، تنسی      | بریجستون آرنا        | براک لزنر (c) مقابل جان سینا برای کمربند سنگین‌وزن جهان                                                                            |
| شب قهرمانان (۲۰۱۵)                                     | ۲۰ سپتامبر ۲۰۱۵ | هیوستون، تگزاس   | تویوتا سنتر          | ست رالینز (c) مقابل استینگ برای کمربند سنگین‌وزن جهان                                                                              |
| شب قهرمانان (۲۰۲۳)                                     | ۲۷ می ۲۰۲۳      | جده، عربستان     | جده سوپردوم          | کودی روز vs براک لزنر (بدون کمربند شخصی)                                                                                          |
| (c) به قهرمان کمربند که به رقابت می‌پردازد اشاره می‌کند. |                 |                  |                      | |